# Агриппина (опера)
«Агриппина» (итал. Agrippina) — опера-сериа в трёх актах Георга Фридриха Генделя на либретто кардинала Винченцо Гримани, написанная к венецианскому карнавальному сезону 1709—1710 годов. Принятая современниками с восторгом, она и в наши дни считается одним из шедевров композитора.

## История создания
Согласно первому биографу Генделя Джону Мэнверингу, опера была создана в течение трёх недель по прибытии композитора в Венецию в ноябре 1709 года. При создании музыки Гендель многое заимствовал как из собственных более ранних произведений, так и из творчества других композиторов, таких, как Райнхард Кайзер, Арканджело Корелли и Жан-Батист Люлли; подобная практика была обычной для этого периода и для творчества Генделя в частности, однако в «Агриппине» заимствования особенно многочисленны: так, арии оперы примерно на 85 % представляют собой переработанные заимствования. Что касается либретто, есть мнение, что оно не было написано кардиналом Гримани как таковое, а лишь основано на его более ранних произведениях.
Опера была представлена в венецианском театре Сан-Джованни-Хризостомо 26 декабря 1709 года как первый спектакль, открывающий карнавальный сезон 1709—1710 годов, специально для которого она и была написана. В первый сезон опера была с восторгом принята зрителями и имела экстраординарное для того времени количество показов — 27. В наши дни считается одним из шедевров композитора.
Между 1713 и 1724 годами «Агриппину» ставили в Неаполе, Гамбурге и Вене. В период с 1754 по 1920 год, как и все остальные оперы Генделя, находилась в забвении. Первая постановка XX века состоялась в 1943 году на родине Генделя в городе Галле. 25 октября 1953 года на Radiotelevisione italiana состоялась первая трансляция радиопостановки оперы. В 1958 году была поставлена в Лейпциге, затем последовали ещё несколько версий оперы в Германии, в 1963 году поставлена в английском Абингдоне. В 1982 году в Кентской опере впервые исполнялась полностью профессиональным составом. В 1983 году опера вернулась в Венецию. В США первая концертная постановка состоялась 16 февраля 1972 года в Музыкальной академии Филадельфии, первая сценическая — в 1985 году в техасском Форт-Уэрте. В том же 1985 году в нью-йоркском Элис Талли Холле было представлено концертное исполнение. Затем последовали постановки в Айова-Сити и Бостоне. В Германии состоялись две постановки в стиле аутентичного исполнительства: в дворцовом театре Шветцинген в 1985 году и на Генделевском фестивале в Гёттингене в 1991 году.
В 2001 году полноценный спектакль был создан оперной компанией «Glimmerglass Opera» в городе Куперстаун штата Нью-Йорк. В 2002 году эта постановка переехала в Нью-Йорк сити опера, где после перерыва была возобновлена в 2007 году. В феврале 2007 года на сцене Английской национальной оперы была осуществлена постановка на английском языке. В постановках 2019 года в лондонской Королевской опере и 2020 года в нью-йоркском Метрополитен-опера главную партию исполняла Джойс ДиДонато. Нью-йоркская «Агриппина» 2020 года показывалась в российских кинотеатрах в записи HD-формата с марта 2020 года. 28 мая 2021 года, после вызванного коронавирусной инфекцией продолжительного перерыва, Гамбургская опера открылась показом «Агриппины» в постановке Барри Коски. Будучи совместной, эта постановка идёт и на сценах Баварской оперы, Ковент-Гардена и Национальной оперы Амстердама.

## Действующие лица

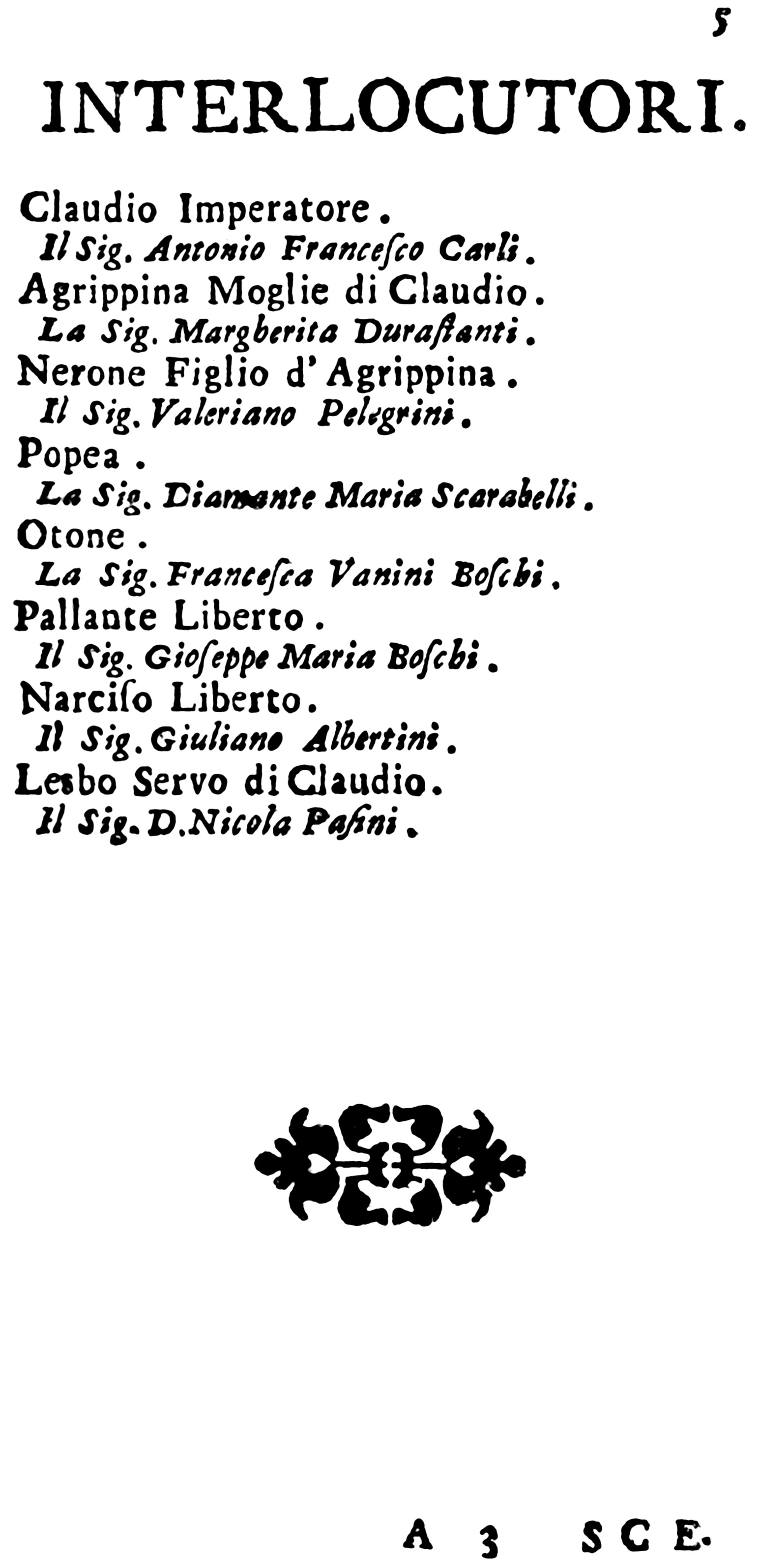
Действующие лица и исполнители в афише премьеры

| Роль      | Голос           | Исполнитель на премьере 26 декабря 1709 года Дирижёр: Георг Фридрих Гендель |
| --------- | --------------- | --------------------------------------------------------------------------- |
| Агриппина | сопрано         | Маргерита Дурастанти                                                        |
| Нерон     | кастрат-сопрано | Валериано Пеллегрини                                                        |
| Паллас    | бас             | Джузеппе Мария Боски                                                        |
| Нарцисс   | кастрат-альт    | Джулиано Альбертини                                                         |
| Лесб      | бас             | Никола Пазини                                                               |
| Отон      | контральто      | Франческа Ванини-Боски                                                      |
| Поппея    | сопрано         | Диаманте Мария Скарабелли                                                   |
| Клавдий   | бас             | Антонио Франческо Карли                                                     |
| Юнона     | контральто      | Франческа Ванини-Боски                                                      |

## Сюжет

### Действие первое
Узнав, что император Клавдий утонул в бурю, его жена Агриппина хочет короновать своего сына от предыдущего брака Нерона, для чего заручается поддержкой вольноотпущенников Палласа и Нарцисса, пообещав каждому из них, что по-настоящему будет править именно он. Паллас и Нарцисс прославляют Нерона перед сенатом.
В этот момент появляется Лесб, слуга Клавдия — император на самом деле выжил, ему спас жизнь полководец Отон. Приходит и сам Отон, говоря, что Клавдий хочет в благодарность объявить его своим наследником. Впрочем, он тут же украдкой признаётся рассерженной Агриппине, что трон ему не так уж нужен — он любит прекрасную Поппею.
У Агриппины быстро возникает новый план. Она знает, что за Поппеей ухаживает и сам Клавдий, поэтому она приходит к девушке и рассказывает, что Отон собрался получить у императора корону в обмен на то, что откажется от Поппеи в пользу Клавдия. Агриппина советует Поппее отомстить: сказать Клавдию, когда тот придёт к ней, что Отон велел ей отказать ему.
Поппея, подавленная новостью о предательстве любимого, так и делает. Император удаляется в гневе, а Агриппина заверяет девушку в своей вечной дружбе и преданности.

### Действие второе
Триумф Клавдия. Вся римская знать приветствует императора. Отон ничего не понимает — Клавдий вместо благодарности объявляет его предателем, и все отворачиваются от него.
Однако Поппея, увидев его отчаяние, начинает сомневаться в словах Агриппины. Заметив, что Отон подходит к ней, она притворяется спящей и — якобы во сне — рассказывает о том, что узнала от императрицы. Отон убеждает её в своей невиновности. Они мирятся, и Поппея клянётся отомстить Агриппине. После ухода Отона появляется Нерон — ему тоже приглянулась Поппея. Он признаётся ей в любви.
Тем временем Паллас и Нарцисс поняли, что ими просто манипулировали. Они больше не поддерживают Агриппину. Но она не сдаётся — ей удаётся убедить Клавдия, что Отон по-прежнему мечтает стать императором, и она просит мужа покончить с его амбициями раз и навсегда: передать трон Нерону.

### Действие третье
Поппея прячет Отона в своей комнате. К ней приходит Нерон, но она велит спрятаться и ему. Затем появляется Клавдий, и Поппея говорит ему, что он перепутал: это не Отон, а Нерон приказал ей не принимать его ухаживаний. Чтобы удостовериться в этом, Клавдий делает вид, что уходит. Нерон тут же покидает своё укрытие и начинает заигрывать с Поппеей. Внезапно император возвращается и в ярости прогоняет Нерона. Когда удаляется и он сам, выходит Отон, и они с Поппеей клянутся друг другу в любви.
Во дворце разочарованный Нерон говорит матери, что отныне посвятит себя не любви, а политике. Но Паллас и Нарцисс уже рассказали императору о первоначальной затее Агриппины с коронацией сына, и теперь, когда она напоминает ему о передаче короны Нерону, Клавдий обвиняет её в измене. Находчивая женщина уверяет его, что, коронуя Нерона в его отсутствие, она лишь хотела сохранить трон для самого Клавдия.
В конце концов Клавдия убеждают отдать приказ, которым довольны все: Нерон становится его наследником, а Отон женится на Поппее. Богиня Юнона благословляет решение императора.

## Музыка
Для опер Генделя итальянского периода (1707—1709, «Родриго» и «Агриппина» — получают подзаголовок dramma per musica) характерно сохранение черт предшествующего гамбургского этапа, а также интеграция достижений гамбургской оперной школы и оперных традиций венецианцев и французов XVII века. Либретто теперь пишутся исключительно на итальянском (ранее они были двуязычными — использовался также немецкий язык). В оперном произведении уже меньше номеров, при этом увеличивается их длительность. Содержание увертюры более тесно связано с действием, а инструментальные эпизоды становятся менее значимыми. Действующие лица получают более определённые музыкальные характеристики. Secco выходит на первый план, используются новые ансамблевые формы, такие как терцет и квартет.